# Эльян
Эльян (фр. Elliant) — коммуна на северо-западе Франции, находится в регионе Бретань, департамент Финистер, округ Кемпер, кантон Конкарно. Расположена в 16 км к востоку от Кемпера и в 102 км к северо-западу от Ванна, в 8 км от национальной автомагистрали N165, на берегу реки Же. 
Население (2019) — 3 320 человек.

## Достопримечательности
- Церковь Святого Жиля

## Экономика
Структура занятости населения:
- сельское хозяйство — 16,1 %
- промышленность — 6,4 %
- строительство — 8,2 %
- торговля, транспорт и сфера услуг — 28,1 %
- государственные и муниципальные службы — 41,1 %

Уровень безработицы (2018) — 8,7 % (Франция в целом —  13,4 %, департамент Финистер — 12,1 %). 

Среднегодовой доход на 1 человека, евро (2018) — 21 480 (Франция в целом — 21 730, департамент Финистер — 21 970).

## Демография
Динамика численности населения, чел.

## Администрация
Пост мэра Эльяна с 2014 года занимает член партии Союз демократов и независимых Рене Ле Барон (René Le Baron). На муниципальных выборах 2020 года возглавляемый им список победил в 1-м туре, получив 63,87 % голосов.
| Период | Период | Фамилия       | Партия                        | Примечания               |
| ------ | ------ | ------------- | ----------------------------- | ------------------------ |
| 1977   | 1989   | Раймон Ле Со  | Социалистическая партия       |                          |
| 1989   | 1995   | Жан Леннон    | Разные правые                 |                          |
| 1995   | 2014   | Франсуа Ле Со | Социалистическая партия       | фермер                   |
| 2014   |        | Рене Ле Барон | Союз демократов и независимых | руководитель предприятия |

## Знаменитые жители
- Морис Бон (1920—1943), летчик эскадрильи «Нормандия — Неман». Погиб 13 октября 1943 года. Награждён посмертно орденом Отечественной войны 2 степени. Его именем в городе названа улица.